# Distrito de Campanilla
El distrito de Campanilla es uno de los cinco que conforman la provincia de Mariscal Cáceres, ubicada en el departamento de San Martín en el Norte del Perú.
Desde el punto de vista jerárquico de la Iglesia católica forma parte de la  Prelatura de Moyobamba, sufragánea de la Metropolitana de Trujillo y  encomendada por la Santa Sede a la Archidiócesis de Toledo en España.

## Historia
El distrito fue creado mediante Ley N° 13070 del 24 de enero de 1959, en el gobierno del presidente Manuel Prado Ugarteche.

## Geografía

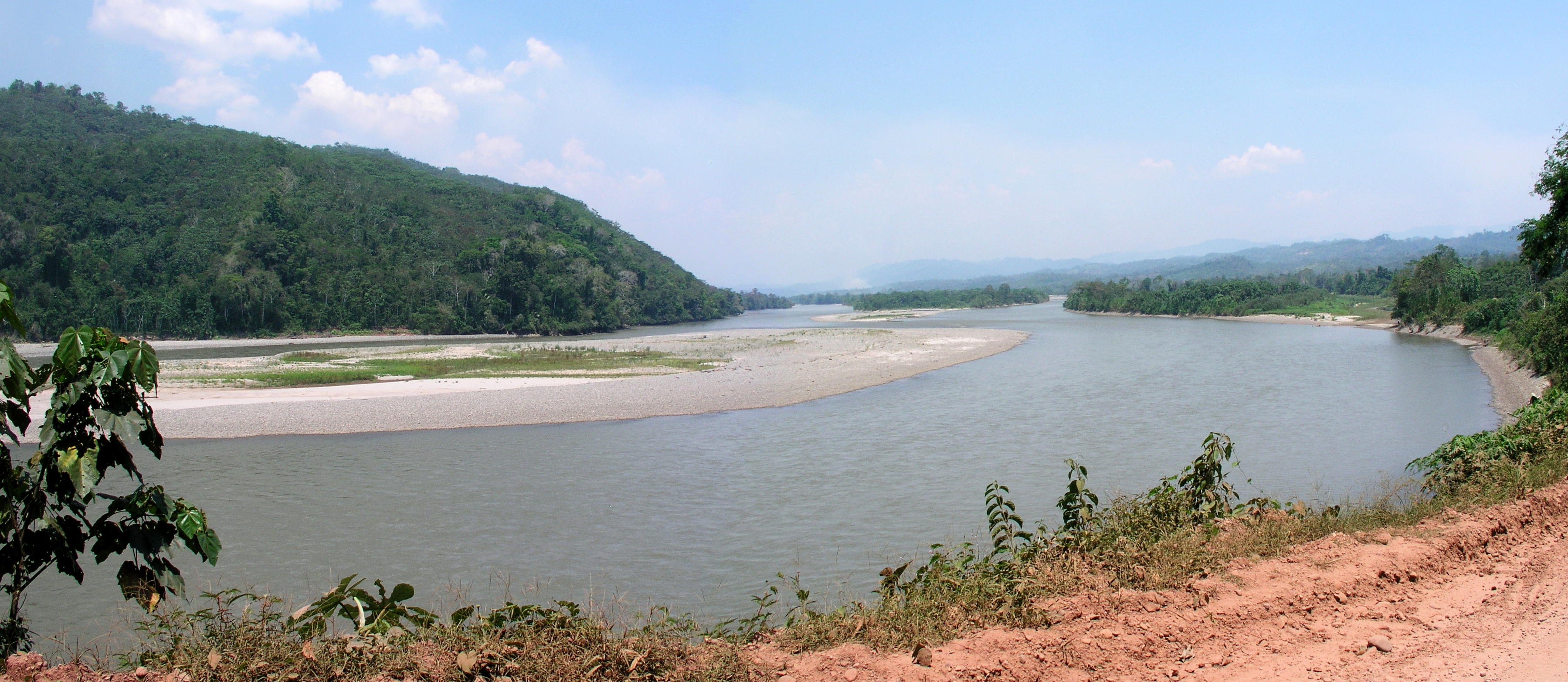
El río Huallaga cerca a la localidad de Balsayacu.

La capital se encuentra situada a 400 m s. n. m.

## División administrativa
El distrito comprende los siguientes centros poblados:
- Campanilla
- Ramón Castilla
- Cuñumbuza
- Nuevo Pacasmayo
- Pampa Hermosa
- Balsayacu
- Shumanza
- Perlamayo
- La Libertad
- Nuevo Chontalí
- Nuevo Jaén
- San Juan Km Treinta y Tres
- Santa Rosa de La Cumbre
- Viejo San Martín
- La Unión
- Sion

## Autoridades

### Municipales
- 2023- 2026[5]
  - Alcalde: Victor Hugo Saavedra Sandoval, de Somos Perú
  - Regidores:

  1. César Armando Trigoso Lolo (Alianza para el Progreso)
  2. Rosario Carhuapoma Llacsahuanga (Alianza para el Progreso)
  3. Elidet Jhoany Córdova Sánchez (Alianza para el Progreso)
  4. Medardo Pumaricra Caballero (Alianza para el Progreso)
  5. Ubilde Castillo Alvarado (Acción Regional)